# Paul Descelles
Paul Descelles, né à Raon-l'Étape (Vosges) le 22 mars 1851 et mort à Saint-Dié le 5 juillet 1915, est un peintre français. Il peint d'abord des décors pour une faïencerie de Raon-l'Étape où travaille déjà son père, puis se fait connaître par ses portraits sur émail, mais peint également sur toile et produit en outre des illustrations pour plusieurs magazines. Ses œuvres sont exposées à Paris et il remporte plusieurs médailles en province.

## Hommages
Des rues de Raon-l'Étape et Saint-Dié portent son nom.

## Galerie

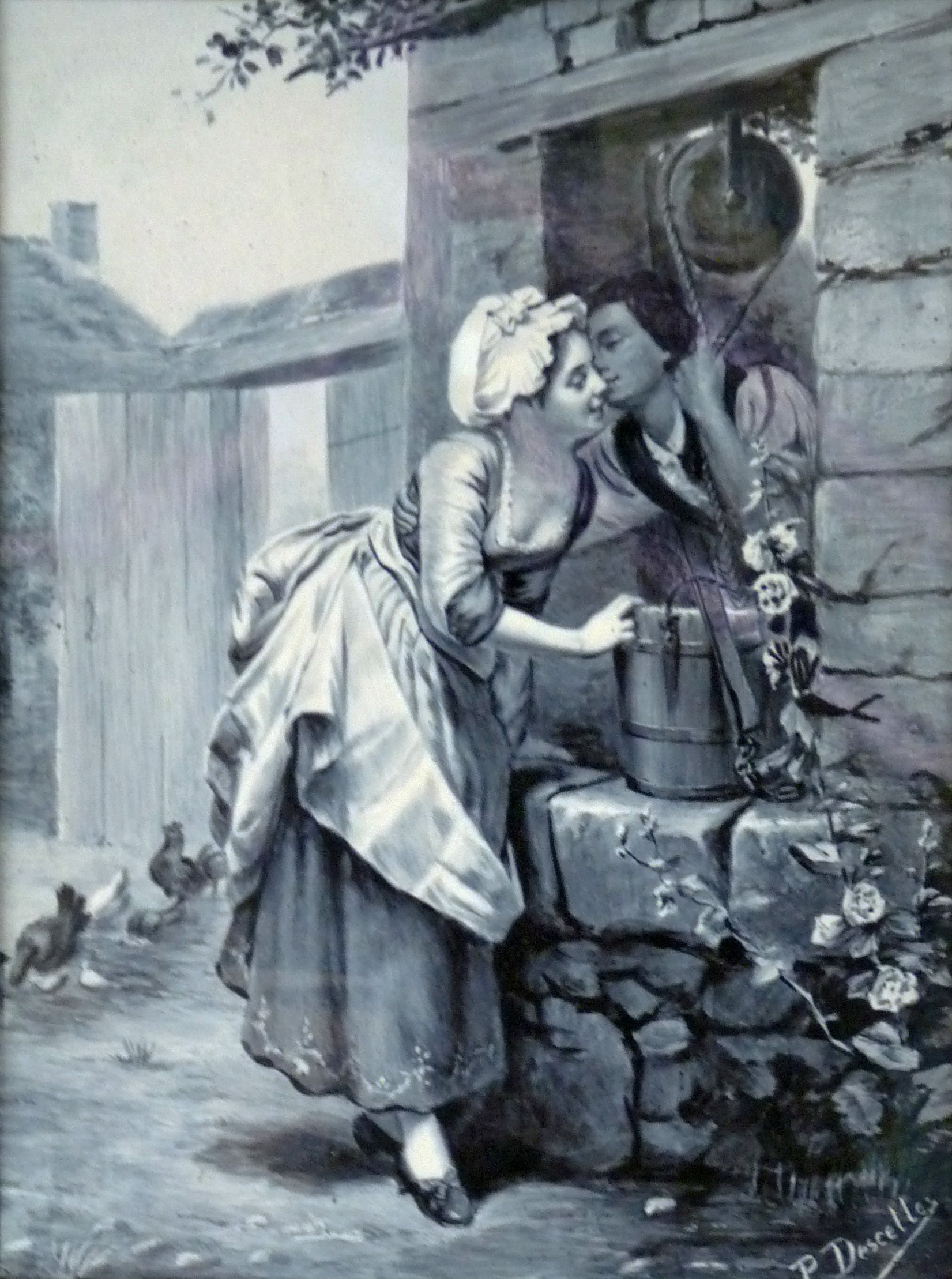
Scène galante près d'un puits, peinture en camaïeu sur porcelaine (1878)
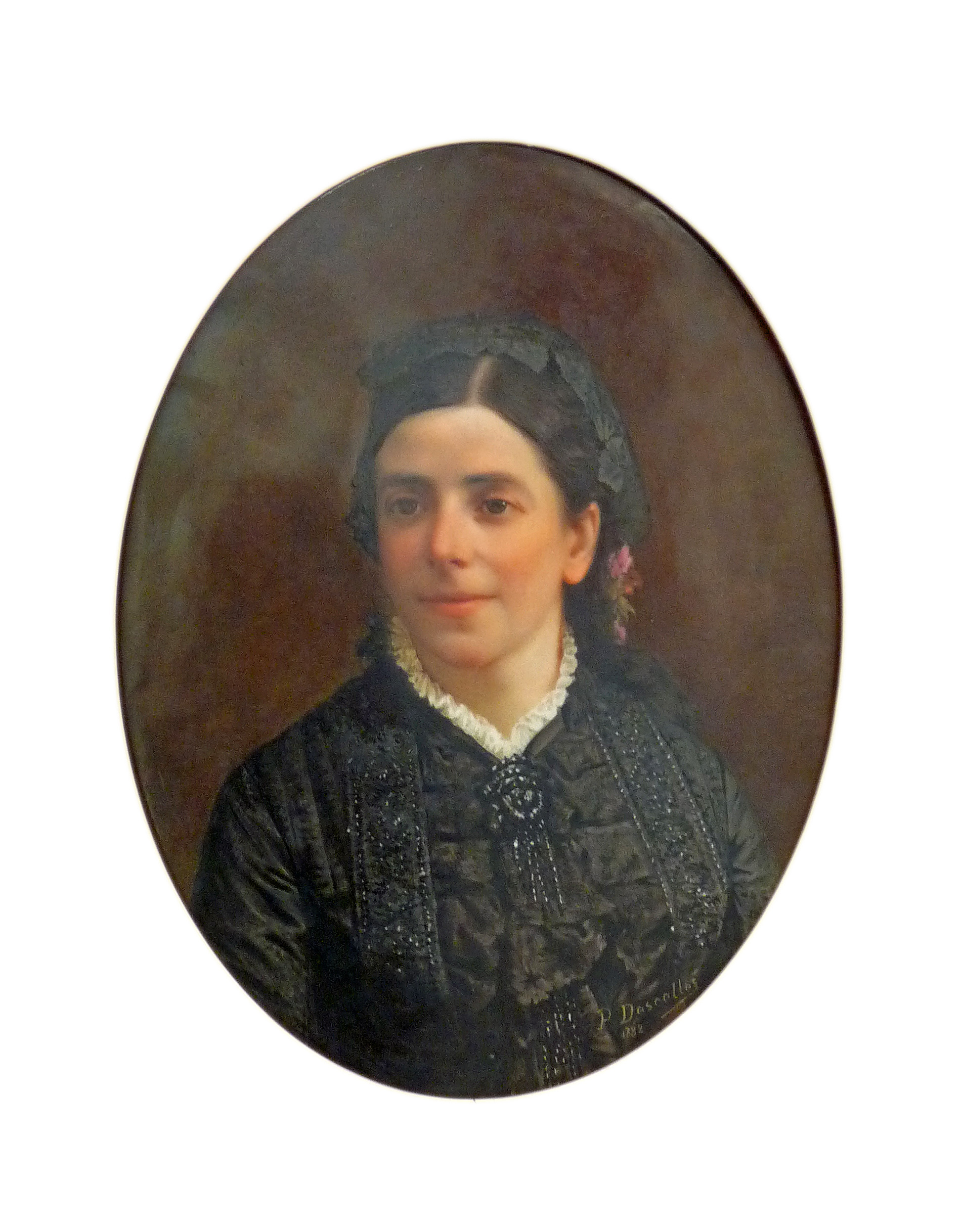
Portrait de femme, peinture sur porcelaine (1882)
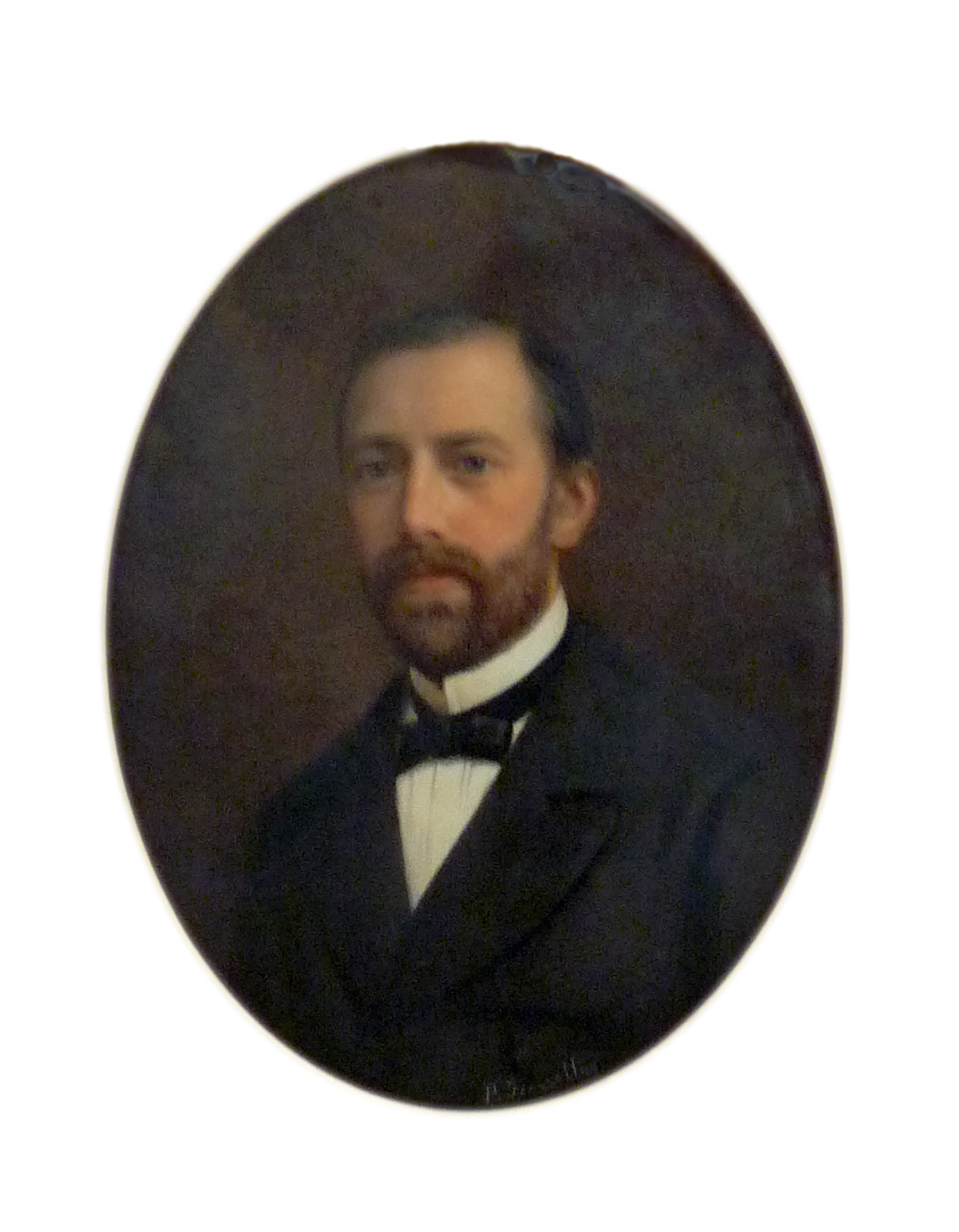
Portrait d'homme, peinture sur porcelaine (1883)